# جامعة كارديف

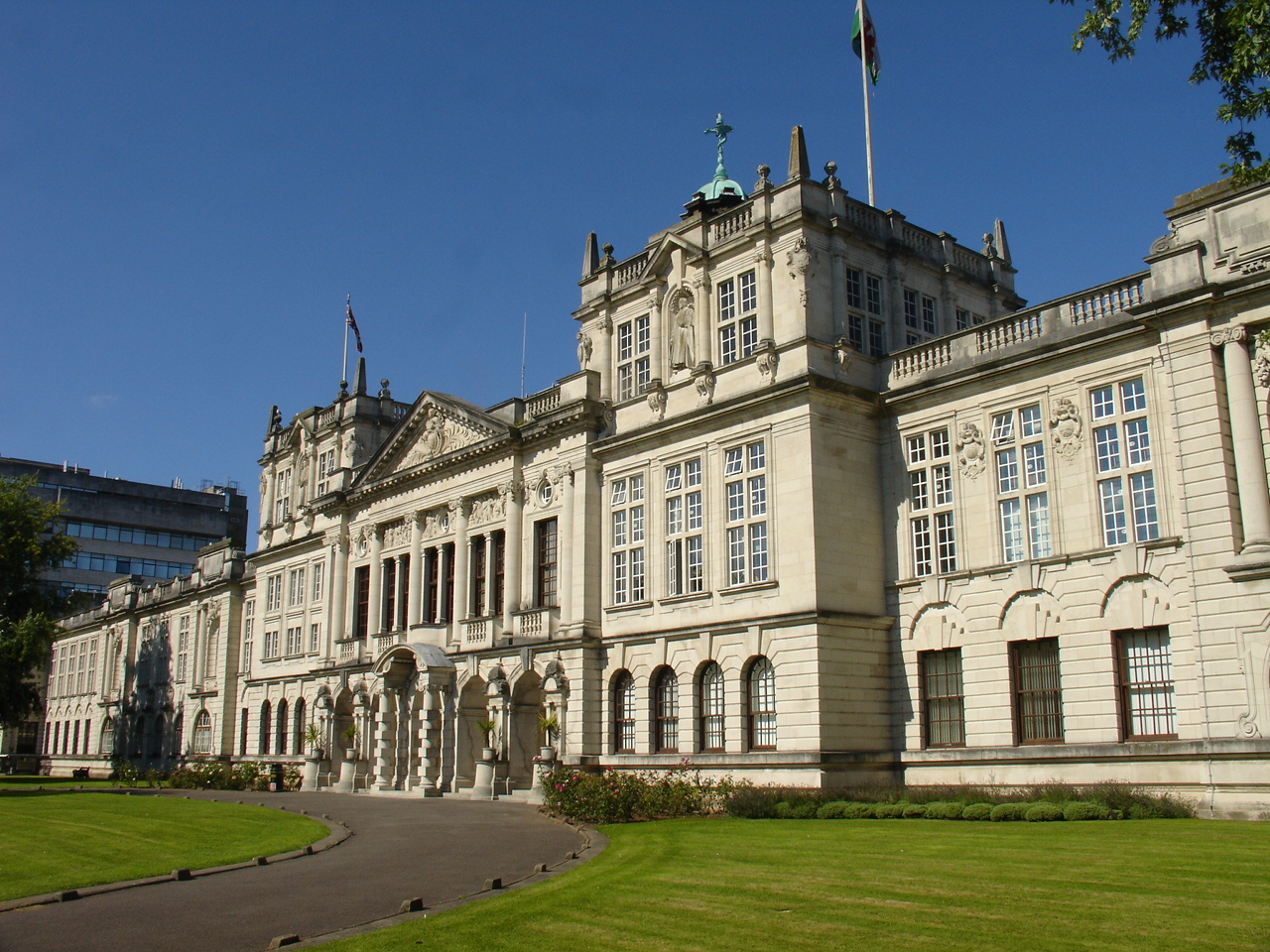
جامعة كارديف

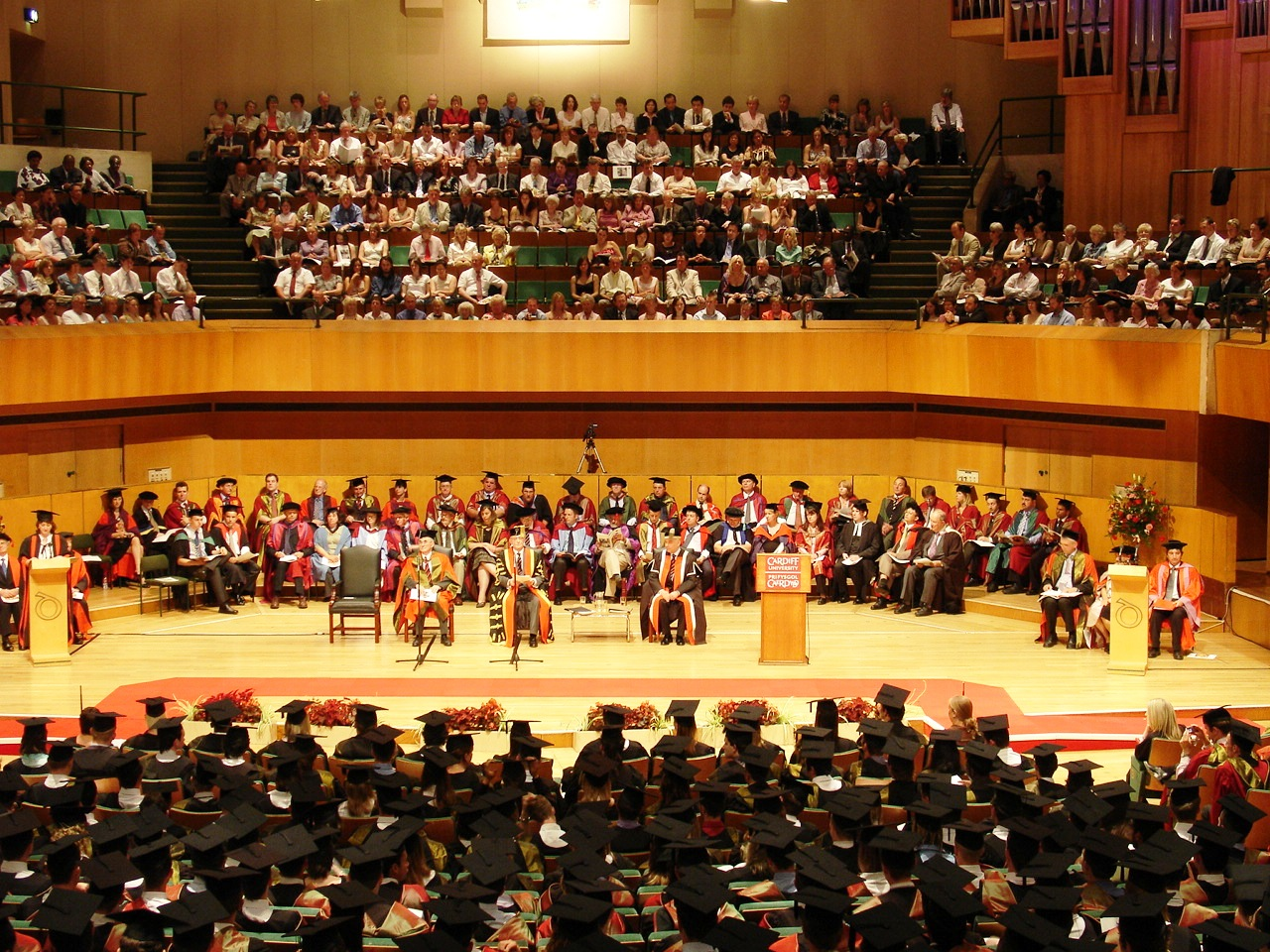
حفل تخرج في قاعة القديس ديفيد

جامعة كارديف، (بالإنجليزية: Cardiff University)‏، هي جامعة أبحاث، تأسست عام 1883 تقع في كارديف، ويلز، وهي أيضا عضو في مجموعة راسل للجامعات، يبلغ عدد طلابها حوالي 30.800 مسجلين، وتستخدم نحو 5200 موظف.. مستشار ورئيس جامعة كارديف هو نيل كينوك.
يبلغ اجمالي مبيعاتها السنويه 315 مليون جنيه استرليني.. جائزة الجامعة المختصره للصنداي تايمز في عام 2003.
قبل آب / أغسطس 2004، كانت الجامعة المعروفة رسميا باسم جامعة ويلز، كارديف (ويلز : بريفيسغول cymru، كايرديدد)، رغم أنه تم استخدام اسم «جامعة كارديف» علنا. عدد الطلاب متنوع مع 17 ٪ من الطلاب من خارج المملكة المتحدة و 85 ٪ من طلاب مدارس الدولة
كانت جامعة كارديف في وقت من الاوقات عضوا كامل العضوية في جامعة ويلز غير انها لم تعد كذلك الآن على الرغم من اختفاظها ببعض الروابط. اتحدت مع كلية الطب جامعة ويلز (التي كانت أيضا عضوا سابقا في جامعة ويلز).

## التسهيلات
يوجد في كارديف عدد من التسهيلات ولقد استثمرت مؤخراً 200 مليون جنيه إسترليني في العقار الجامعي لضمان حصول الطلاب على أحدث التقنيات وأساليب التعليم. وتجذب الجامعة الطلاب والموظفين من أكثر من 100 دولة ولديها مدارس في جميع المجالات الدراسية، وتوفر عدداً من المقررات يتم تدرسيها بإشراف موظفين يتمتعون بالخبرة.

## مكتبة الجامعة
يوجد في الجامعة مكتبة حديثة وخدمات تقنية معلومات. ويتم استخدام أحدث التقنيات في الحوسبة لدعم الأبحاث العلمية والتعليم، ويوجد في الجامعة مجموعة متوسعة تزيد تقريباً عن المليون مجلد و9,000 صحيفة مختلفة. ويتم تنظيم خدمة المكتبة في شبكة تتألف من 12 مكتبة، كل منها قريبة بشكل استراتيجي من الأقسام التي تخدمها. ويستفيد الطلاب أيضاً من تسهيلات الحوسبة والتي يتم توسيعها وتطويرها بشكل مستمر لإعطاء الطلاب فرصة الوصول إلى أفضل البرمجيات المتوفرة وأحدث الأبحاث العلمية في جميع مجالات الدراسة الأكاديمية.

## اتحاد طلاب كارديف
مجمع كبير مكرس لطلاب جامعة كارديف. ويمضي الطلاب وقتاً طويلاً في الاتحاد في الاختلاط والتقاء زملائهم والعمل والحصول على الإرشاد ومعرفة آخر الأنشطة القادمة وشراء كتب المقررات وتنظيم أمورهم المالية في المصرف أو مجرد تناول القهوة. ويصبح الطلاب أعضاء بشكل تلقائي في اتحاد الطلاب عند التسجيل، ما يخولهم إلى الكثير من الحسومات الكبيرة في العديد من المتاجر والمطاعم ودور السينما عبر [[المملكة المتحدة وهي جامعة عريقة ترتيبها في أوروبا 30 وعالميا 70

## المنشآت الرياضية
يوجد في جامعة كارديف عدد واسع من المنشآت الرياضية المفتوحة والمغلقة. تقع المراكز الرياضية بشكل سهل يجعلها قريبة من الجميع. وهناك ملاعب مغلقة ومفتوحة ومعدات لعب الريشة الطائرة والتنس وكرة القدم وكرة السلة وكرة الطائرة والكريكيت والكثير غيرها. وهناك نوادي لياقة بدنية ودروس في الأيروبيك وتدريب المضمارات والدفاع عن النفس واليوغا والكثير من الأنشطة الأخرى.
جميع طلاب الدراسات العليا يتمتعون بوصول إلى مركز الخريجين المتطور. ويوفر المركز تسهيلات تتضمن أكثر من 40 حاسوبا شبكيا، ونواسيخ (فاكس)، وأجهزة تصوير، وهواتف لاستخدام الطلاب. هناك أيضاً غرفة معلومات مع عدد واسع من المواد الأدبية عن التمويل والمهن والمؤتمرات والترفيه. ويعد مركز الخريجين مكاناً لتناول الطعام والشراب مع الأصدقاء ومسرحاً لحلقات الأبحاث بين المدارس وللتدريب.

## التصنيف الأكاديمي للجامعات
- 2006 - عالميا، وضعت في أوروبا 57 - 78
- 2005 - وضعت 153-202 عالميا 60-79 في أوروبا
- 2004 - وضعت 153-201 عالميا 60-79 في أوروبا
- 2003 - وضعت 201-250 عالميا 77-99 في أوروبا

## المدارس الاكاديمية
- كلية العلوم الإنسانية والعلوم
- الهندسة المعمارية
- الأعمال (بما في الاقتصاد)
- كيمياء
- التخطيط الإقليمي
- علم الحاسوب
- الأرض والمحيطات وعلوم الكواكب
- الهندسة
- دراسات الأوروبية (ويشمل السياسة)
- التاريخ وعلم الآثار
- الدراسات اليابانية
- الرياضيات
- الموسيقى
- الفيزياء والفلك
- الدراسات الدينية واللاهوتية
- العلوم الاجتماعية (علم الاجرام ويشمل التعليم)

## كلية ويلز الطب والبيولوجيا وعلوم الحياة والصحة
- Biosciences علوم الأحياء
- Dentistry * * طب الاسنان
- Healthcare Studies * * دراسات الرعاية الصحية
- Medicine * * الطب
- Nursing and Midwifery * * التمريض والقبالة
- Optometry and Vision Sciences فحص النظر وعلوم الرؤية
- Pharmacy صيدلية
- Postgraduate Medical and Dental Education * الدراسات الطبية والاسنان والتعليم *
- Psychology علم النفس
- مُلاحظة معروفة جماعياً باسم يلز كلية الطب

## البحث ومعاهد الدراسات العليا
- Humanities العلوم الإنسانية
- Social Sciences العلوم الاجتماعية
- Biomedical and Life Sciences الطبية الحيوية وعلوم الحياة
- Physical Sciences and Engineering العلوم الفيزياءيه والهندسية

## مراكز البحوث
- هندسة التصنيع (الصغرى) - الصغرى مستقلة داخل مركز بحوث جامعة كارديف، وقد بنفس المركز الأكاديمي للجامعة والمدارس.